# Eleanor Marx

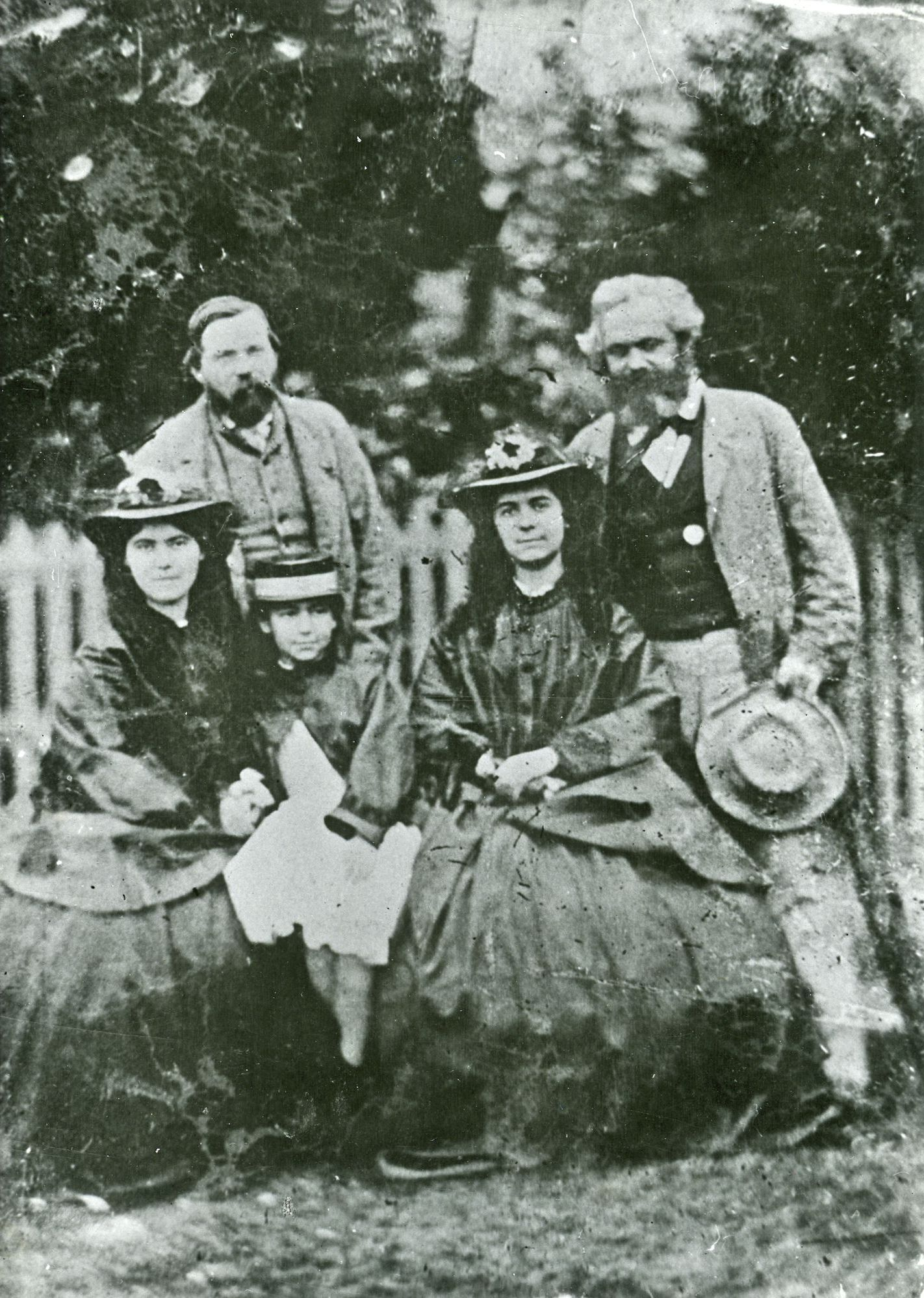
Eleanor Marx cap als 9 anys (asseguda entre les seves germanes majors Laura i Jenny). Drets, al darrere, el seu pare Karl Marx (dreta) i el seu mentor i company polític Friedrich Engels (esquerra), abans de juny de 1864

Eleanor Marx, nascuda com a Jenny Julia Eleanor Marx (Londres, 16 de gener de 1855 - Londres, 31 de març de 1898), filla de Karl Marx, va ser una activista política, militant socialista i autora marxista, a més de traductora literària, filòsofa i militant feminista que treballà per aconseguir el sufragi femení.

## Biografia
Eleanor, filla menor de Jenny von Westphalen i Karl Marx, va rebre l'educació a casa seva per part del seu pare i, amb el temps, es va convertir en la seva secretària. Posteriorment, va ser professora en un col·legi de Brighton. Va tenir una relació amorosa amb Prosper-Olivier Lissagaray, autor de la Història de la Comuna de 1871; però, la relació no va prosperar a causa del rebuig del seu pare.
El 1884, es va unir a la Federació Social Demòcrata i va ser escollida per entrar a la seva executiva, emprant part del seu temps a donar conferències sobre socialisme. Aquest mateix any arribaria a ser una de les fundadores de la Lliga Socialista (formació rival de la Federació), igual que la seva parella per aquell temps, Edward Aveling, prominent marxista britànic.
A finals de la dècada de 1880 i en la dècada de 1890, Marx es va convertir en activista sindical, donant suport a vagues com la de Bryant & May i la del port de Londres. Va ajudar a organitzar la Gasworkers'Union i va escriure nombrosos llibres i articles.
Va traduir diverses obres literàries, com Madame Bovary, així com La dama del mar i Enemic del poble, d'Henrik Ibsen.
El març de 1898, després de descobrir que Aveling s'havia casat secretament amb una jove actriu, Eleonor es va suïcidar prenent àcid cianhídric. Encara que l'opinió pública va arribar a culpar Aveling del suïcidi, no se l'acusaria de cap delicte.
La vida d'Eleanor Marx, més enllà de les obres biogràfiques, també ha estat recollida en novel·les, com l'escrita per María José Silveiraː Eleanor Marx, hija de Karl.